# Region DVD
Region DVD lub też kod regionu – kod maszynowy przypisany czytnikom DVD jak i płytom DVD-Video, w zależności od strefy ekonomicznej. Regionalizacja dla płyt i czytników wideo jest swego rodzaju zabezpieczeniem przed piractwem, a przede wszystkim blokadą przed niekontrolowanym handlem filmami (importem tanich filmów z innych krajów). Komercjalne aspekty zmuszają użytkowników do zakupu płyt w jednym regionie zgodnie z kodem regionalizacji swojego odtwarzacza. Polska znajduje się w regionie opisanym kluczem nr 2 (Region drugi). System kodowy wspomagany był przez algorytm Content Scramble System.

Podział świata na regiony i ich „klucze”. Istnieje również tzw. region „0” oznaczający brak zabezpieczenia kluczem.

W teorii zabezpieczenie miało uniemożliwić wyżej wspomniany handel (filmy w USA, czy Australii można nabyć szybciej, z innymi dodatkami lub po niższych cenach) oraz tym samym pozwolić dystrybutorom filmowym i korporacjom finansowym na kontrolowanie rynku. Obecnie uznane przez wielu za przeżytek, ponieważ odtwarzacze (starszej generacji) miały możliwość pięciokrotnej zmiany kodu (rozwiązanie miało charakter marketingowy, lecz wykorzystywane było często w celach domowych), a obecnie coraz więcej odtwarzaczy DVD, zarówno stacjonarnych jak i komputerowych opatrzonych jest kodem regionu 0 pozwalającym na odtwarzanie dowolnie zakupionego filmu. Istnieje również szereg programów komputerowych pozwalających na maskowanie kodu w DVD-ROM lub jego całkowite zdjęcie przy przegrywaniu (jeśli warunki użytkowania na kopiowanie zezwalają). Sceptycy wskazują na duży rozwój internetu i przyszłość w kupowaniu filmów w sposób pay per view (ang. płać za oglądanie) lub podobną możliwość zakupu filmów jak plików mp3. Pomimo to nowe odtwarzacze Blu-ray również zostały wyposażone w ograniczenia regionalne.

## Kody regionów i kraje
| Kod regionu | Region |
| ----------- | --- |
| 1           | Bermudy, Kanada, Stany Zjednoczone i terytoria zależne |
| 2           | Albania, Andora, Arabia Saudyjska, Armenia, Austria, Azerbejdżan, Bahrajn, Belgia, Bośnia i Hercegowina, Bułgaria, Chorwacja, Cypr, Czarnogóra, Czechy, Dania, Egipt, Estonia, Finlandia, Francja, Grecja, Gruzja, Grenlandia, Gibraltar, Gujana Francuska, Hiszpania, Holandia, Islandia, Irak, Iran, Irlandia, Izrael, Japonia, Jemen, Jordania, Katar Kuwejt, Liban, Liechtenstein, Litwa, Luksemburg, Łotwa, Macedonia Północna, Malta, Mołdawia, Monako, Niemcy, Norwegia, Oman, Polska, Portugalia, Południowa Afryka, Rumunia, San Marino, Serbia, Słowacja, Syria, Szwecja, Szwajcaria, Turcja, Watykan, Węgry, Wielka Brytania, Włochy, Wyspy Kanaryjskie, Wyspy Owcze, Zjednoczone Emiraty Arabskie; |
| 3           | Azja Południowo-Wschodnia, Hongkong, Makau, Korea Południowa i Tajwan |
| 4           | Ameryka Środkowa, Karaiby, Meksyk, Australia i Oceania, Ameryka Południowa |
| 5           | reszta Afryki, kraje byłego ZSRR (Rosja, Ukraina, Białoruś, Gruzja), Indie, Mongolia, Korea Północna |
| 6           | Chiny kontynentalne |
| 7           | Zarezerwowany do przyszłego użycia |
| 8           | Miejsca międzynarodowe, m.in. samoloty, promy, itp. |

## Regiony Blu-ray
Wytwórnie filmowe, wprowadziły – podobnie jak w technice DVD – regionizację świata również w przypadku płyt Blu-ray, w celu umożliwienia sobie manipulowania datami premier filmów w różnych częściach świata oraz stosowania zróżnicowanych cen na różnych rynkach. Świat został podzielony na trzy regiony. Zarówno płyty jak i odtwarzacze przeznaczone do użytku w danym regionie są oznaczone jego kodem. Odtwarzacz może odczytywać wyłącznie płyty oznaczone takim samym kodem jak on.
Naturalną odpowiedzią było pojawienie się na rynku odtwarzaczy, wytwarzanych przez niezależnych producentów, które odczytują płyty z dwóch lub nawet wszystkich regionów.

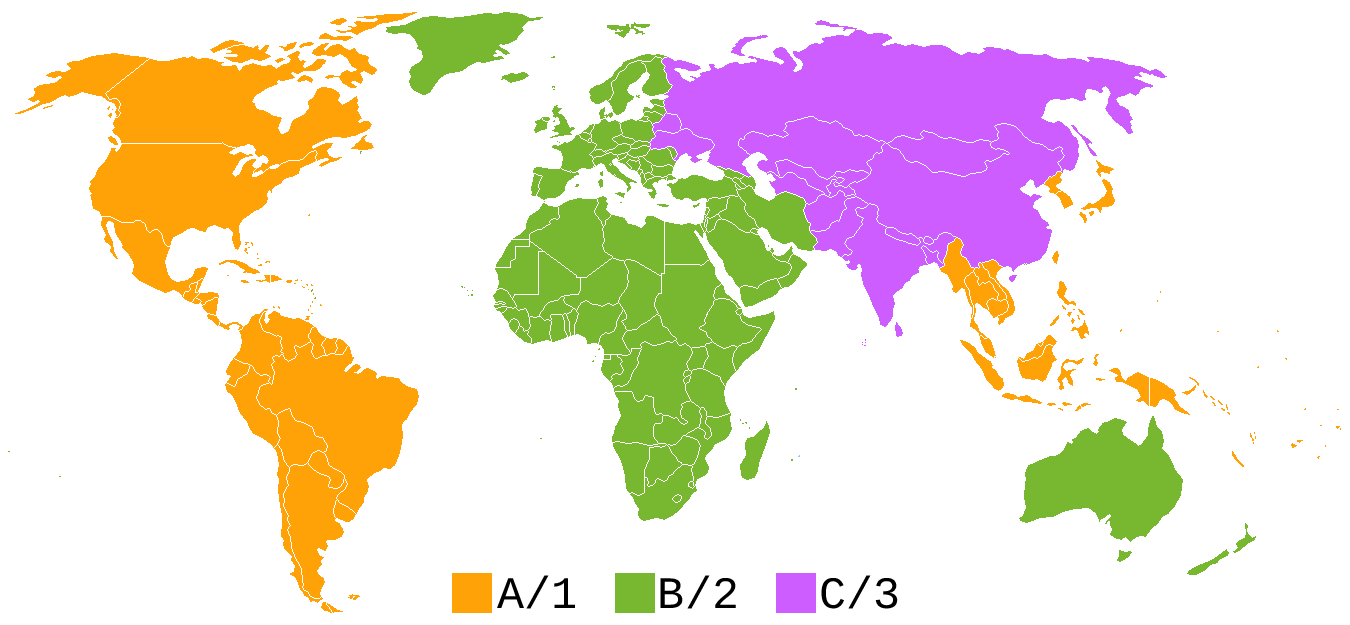

| Kod regionu | Terytorium |
| ----------- | --- |
| A           | Ameryka Północna, Ameryka Centralna, Ameryka Południowa, Japonia, Korea Północna, Korea Południowa, Hongkong oraz Azja Południowo-Wschodnia. |
| B           | Europa (bez Rosji, Białorusi, Ukrainy), Grenlandia, Francuskie terytoria zamorskie, Bliski Wschód, Afryka, Australia oraz Nowa Zelandia.     |
| C           | Indie, Bangladesz, Nepal, Chiny, Pakistan, Rosja, Białoruś, Ukraina, Azja Centralna oraz Azja Południowa.                                    |